# Gazeta Wyborcza
Gazeta Wyborcza (da. "valgavisen'") er et landsdækkende polsk dagblad, et af Polens største. Det opstod i 1989 og har siden da haft Adam Michnik som chefredaktør. Udgives af mediekoncernen Agora SA. Avisen anses for at være en af de mest indflydelsesrige og meningsdannende i Polen.
Politisk er avisen socialliberal.

## Historie
Gazeta Wyborcza opstod som følge af rundbordsforhandlingerne i 1989 og skulle være organ for oppositionen tilknyttet Solidarność under valgkampen (heraf navnet) op til parlamentsvalget samme år. Hensigten var at avisen herefter skulle nedlægges.

Den første 8-sidede udgave udkom 8. maj 1989 i et oplag på 150.000. Avisen blev da forberedt af 20 journalister, hvoraf de fleste havde været forbundet med den illegale ugeavis Tygodnik Mazowsze. Fra begyndelsen var Gazetas chefredaktør Adam Michnik. Gennem det næste halvandet år steg oplaget til 500-tusind.

I september 1990 fratog Lech Wałęsa, den daværende leder af Solidarność, dagbladet retten til at bruge fagforeningens logo og det dertil hørende motto "Der er ingen frihed uden Solidaritet" (Nie ma wolności bez Solidarności) som følge af tiltagende splittelser inden for Solidarność-lejren. I denne konflikt kom Gazeta til at repræsentere grupperingen omkring premierminister Tadeusz Mazowiecki, mens Wałęsa blev støttet af ugeavisen Tygodnik Solidarność med Jarosław Kaczyński som chefredaktør.
I marts 2002 åbnede Gazeta Wyborcza sit sæde ved ulica Czerska i Warszawa. Bygningen anses for at være en af hovedstadens pæneste og har modtaget adskillige branchepriser.

Avisen gennemgik i årene 2003–2003 omfattende reduktioner (20% af de ansatte) i det den forsøgte at komme til fode igen efter en krise der ramte hele det polske medielandskab i 2000. Den nuværende redaktion består af omkring 780 indenlandske journalister og 5 korrespondenter i udlandet. Fra 2003 er avisens motto "Vi er ikke ligeglade" (Nam nie jest wszystko jedno). Gazeta Wyborcza er i dag (2007) efter tabloidavisen Fakt Polens mest solgte, og det anslås at den har op imod 5,5 millioner læsere.

I efteråret 2004 trak Michnik sig tilbage fra aktiv deltagelse i redigeringen af Gazeta, da han blev ramt af sygdom (tuberkulose). Han overgav da sin stemme i redaktionen til Helena Łuczywo. I maj 2007 blev denne rolle overtaget af Jarosław Kurski.

## Kritik afGazeta Wyborcza
Fra højre side anklages Gazeta for forsøg på at monopolisere den offentlige mening med en af redaktionen lanceret ensidig venstreorienteret-liberal linje hvor fakta omgås og tilpasses avisens holdninger. De mest radikale tilkendegivelser herfra har ofte en stærk antisemitisk undertone hvor der henvises til nogle af skribenternes faktiske (især Michniks) eller påståede jødiske baggrund.
Kritikerne fra venstre side anser avisen for at føre en linje der støtter den neoliberale højrefløjs idéer, korpoarativ globalisering og USAs politik.

### Michnikowszczyzna
I december 2006 udgav den polske højreorienterede publicist Rafał A. Ziemkiewicz bogen Michnikowszczyzna. Zapis choroby ("Michnikhed. Beskrivelse af sygdommen") hvori han beskriver opståelsen af "postkommunisme i Polen" og angiver Adam Michnik som en af dens arkitekter. Han antyder at Michnik udnyttede Gazeta Wyborczas potentiale som en af Polens mest læste aviser til at påvirke læsernes måde at tænke på og dermed også Polens udseende. Ziemkiewicz stiller en tese i følge hvilken personer både tæt på Michnik såvel som en bredere kreds af aftagere af hans publistik, ved hans stærke påvirkning ukritisk har tilegnet sig hans synspunkter i forskellige politiske spørgsmål, først og fremmest lustrering og afkommunificering. Denne tese tilbagevises af de omtalte personer i det de henviser til den kritik Michnik flere gange har mødt fra sine medarbejdere.

## Redaktion
Journalister
| - Anna Bikont - Seweryn Blumsztajn - Artur Domosławski - Witold Gadomski - Wojciech Jagielski - Andrzej Jagodziński - Agnieszka Kublik - Jarosław Kurski - Adam Leszczyński - Mikołaj Lizut | - Helena Łuczywo - Ewa Milewicz - Paweł Mossakowski - Agata Nowakowska - Wojciech Orliński - Lidia Ostałowska - Piotr Pacewicz - Roman Pawłowski - Paweł Smoleński - Tadeusz Sobolewski | - Piotr Stasiński - Wojciech Staszewski - Katarzyna Surmiak-Domańska - Jacek Szczerba - Joanna Szczęsna - Mariusz Szczygieł - Leszek Talko - Wojciech Tochman - Jan Turnau - Adam Wajrak | - Bartosz Węglarczyk - Dominika Wielowieyska - Artur Włodarski - Paweł Wroński - Sławomir Zagórski - Rafał Zakrzewski |

Føljetonskribenter
- Andrzej Chłopecki
- Kinga Dunin
- Konstanty Gebert
- Aleksander Hall
- Michał Ogórek
- Joanna Szczepkowska
- Leopold Unger
- Piotr Wierzbicki

Tidligere journalister for Gazeta Wyborcza
| - Zdzisław Ambroziak - Jacek Borkowicz - Leon Bójko - Roman Graczyk - Jerzy Jachowicz - Robert Leszczyński - Lesław Maleszka - Katarzyna Montgomery | - Piotr Najsztub - Michał Olszewski - Beata Pawlak - Jacek Rakowiecki - Juliusz Rawicz - Stanisław Remuszko - Ernest Skalski - Jacek Żakowski |